# Nasi (tytuł)
Nasi, nosi (hebr-aram. נשיא, książę, przywódca, wódz, patriarcha) – żydowski tytuł honorowy. 
W czasach biblijnych tytuł nadano przywódcom Dwunastu Plemion Izraela. Za rządów proroka Ezechiela używano go także wobec przywódców innych narodów. Tytułu używał także Szymon Bar-Kochba podczas powstania w latach 132–135. Po zburzeniu II Świątyni Jerozolimskiej był to tytuł przewodniczącego sanhedrynu (m.in. Juda ha-Nasi).
W średniowieczu był to tytuł nadawany przywódcom instytucji i ważnym osobostościom. Karaimi używali tytułu dla przywódców gmin karaimskich.
We współczesnym Izraelu nasim nazywa się prezydenta.